# 도다 다다토
도다 다다토(일본어: 戸田忠寛, 1739년 10월 17일 ~ 1801년 3월 14일)는 에도 시대 중기부터 후기까지의 다이묘이다. 히젠 시마바라번 제2대 번주, 시모쓰케 우쓰노미야 번 초대 번주(재봉)를 지냈다. 다하라 도다가 제9대 당주. 우쓰노미야 번 도다가 제7대 당주. 오사카 조다이, 교토 쇼시다이 등의 요직을 맡았다.
우쓰노미야 번주 도다 다다미의 4남으로 태어났다. 시마바라 번 선대 번주이자 형 도다 다다미쓰의 자식들이 요절하고 다다미쓰 자신도 병약한 이유로 은거하여 다다토는 형 다다미쓰의 양자가 되어 가독을 이어받았다.
| 전임 도다 다다미쓰 | 제2대 시마바라번 번주 (도다가) 1754년 ~ 1774년 | 후임 마쓰다이라 다다히로 |

| 전임 마쓰다이라 다다히로 가와치·하리마 국에서 복귀 | 제1대 우쓰노미야 번 번주 (도다가, 재봉) 1774년 ~ 1782년 1787년 ~ 1798년 | 후임 가와치·하리마국으로 전봉 도다 다다나가 |

| 전임 우쓰노미야 번에서 전봉 | 가와치국·하리마국의 다이묘 (도다가) 1782년 ~ 1787년 | 후임 우쓰노미야 번으로 복귀 |

| 전임 도키 사다쓰네 | 제42대 오사카 조다이 1782년 ~ 1784년 | 후임 아베 마사토시 |

| 전임 마키노 사다나가 | 제28대 교토 쇼시다이 1784년 ~ 1789년 | 후임 오타 스케요시 |